# Pyrrhia conspicua
Pyrrhia conspicua là một loài bướm đêm trong họ Noctuidae.